# Grabe, Apače
Grabe so naselje v Občini Apače.